# エドワード・ビドル
エドワード・ビドル（英: Edward Biddle、1738年-1779年9月5日）は、アメリカのペンシルベニア植民地出身の軍人、弁護士および政治家である。1774年と1775年に大陸会議代表を務めた。

## 伝記
ビドルはウィリアム（1696年-1756年）とメアリー・スカル（1709年-1790年）のビドル夫妻の息子として、1738年にペンシルベニア植民地フィラデルフィアで生まれた。9人の兄弟姉妹がいたが、2人は幼児期に死んだ。ビドルの正式な教育は通常の公共教育に限られ14歳頃に終わった。1754年にフレンチ・インディアン戦争が始まったとき、ビドルは少尉として植民地の部隊に加わった。1763年に戦争が終わって除隊する時までに大尉に昇進していた。
1761年6月6日に、ジョージ・ロスの妹であるエリザベス・ロスと結婚した。ビドルは義兄の事務所で法律を勉強した。1767年には法廷弁護士として認められ、ビドル夫妻はレディングに移転して法律実務を始めた。夫妻には子供が無かったが、二人とも大きな家庭の生まれだった。最初のアメリカ合衆国国旗を制作した裁縫師として有名になったベッツィ・ロスはエリザベスの甥の妻だった。ビドルの弟のチャールズはペンシルベニア州の副知事を務め、その子供のニコラスは第二アメリカ合衆国銀行の頭取、もう一人の息子リチャードアメリカ合衆国下院議員を務めた。ビドルのもう一人の弟ニコラスは初期海軍の英雄だった。

## ペンシルベニア植民地議会
1767年にはまたバークス郡の代表としてペンシルベニア植民地議会議員の経歴も始めた。ビドルはこの職をアメリカ独立戦争の間に議会が機能しなくなるまで務めた。ビドルは革命植民地会議の議員でもあり、後にこれがペンシルベニア邦議会となって、1778年まで議員を務めた。ビドルは革命植民地会議の中でホイッグ派、すなわちペンシルベニアを革命に向かわせるために戦った急進派の指導者だった。
1774年、ペンシルベニアは近付く独立革命について意見が割れた。議会におけるロイヤリストとペン家の支持者達には、如何なる戦争にも反対するクエーカー教徒が付いた。その結果、7月に議会は大陸会議に送る代議員の選出で分裂し、ジョセフ・ギャロウェイ、チャールズ・ハンフリーズおよびサミュエル・ローズが穏健派だったのに対し、ビドル、トマス・ミフリン、ジョン・モートンおよびジョージ・ロスは急進派となった。
9月に始まった第一次大陸会議は、権利の宣言という声明を作成し、また植民地とイギリスを分裂させている問題を解決するために、イギリス王ジョージ3世への統合と嘆願を行う計画も作った。さらに印紙法にたいする抗議で使われたイギリス製品を輸入しないことについての合意、同盟規約を新たにした。ビドルは権利宣言を起草する委員会の委員を務め、後に大陸会議で成立した決議の印刷を監督した。
1775年初め、ペンシルベニアのジョン・ペン知事は、ペンシルベニアから国王に独自の宣言を送ることを意図して議会を招集した。これは大陸会議で否決されたギャロウェイ・プランに基づいており、ペンシルベニア植民地とイギリスの和解を目指すものだった。しかし、議会は植民地全体に拡がっていた分裂を反映していた。ビドル、ジョージ・ロスおよびジョン・ディキンソンが指導するホイッグ派がその日は勝利した。ビドルは前年にジョセフ・ギャロウェイが持っていた議長職を継ぐ者に選ばれた。大陸会議での決議が承認され、次の大陸会議にはより急進的な代表が指名された。
ビドルは1779年9月5日にメリーランド邦ボルチモア郡チャッツワースで死に、ボルティモアのセントポール教会墓地に埋葬されている。